# Премия Кливлендского квартета
Премия Кливлендского квартета (англ. Cleveland Quartet Award) — музыкальная награда, присуждаемая с 1995 г. струнным квартетам США. Названа в честь известного Кливлендского квартета, существовавшего 26 лет и распущенного в 1995 году; средства музыкантов Кливлендского квартета легли в основу премиального фонда. Присуждение премии организует американская Ассоциация камерной музыки (англ. Chamber Music America) при содействии восьми концертных организаций из различных регионов США (в том числе Карнеги-холла).

## Лауреаты
- Брентано-квартет (1995)
- Борромео-квартет (1998)
- Квартет Майами (2000)
- Пасифика-квартет (2002)
- Миро-квартет (2005)
- Юпитер-квартет (2007)
- Паркер-квартет (2009)
- Джаспер-квартет (2012)
- Ариэль-квартет (2014)
- Дуврский квартет (2016)